# Departamento de Salud de la Generalidad de Cataluña
El Departamento de Salud  (en catalán y oficialmente: Departament de Salut) es una de las Consejerías autonómicas de la Generalidad de Cataluña.

## Competencias
El Decreto 21/2021, de 25 de mayo, de creación, denominación y determinación del ámbito de competencia de los departamentos de la Administración de la Generalidad de Cataluña, establece las competencias de las distintas consejerías de la Generalidad de Cataluña.
- La política sanitaria
- El Servicio Catalán de Salud
- El Instituto Catalán de la Salud
- Los equipamientos sociosanitarios

## Consejeros de Salud
| Consejería                             | Consejero                         | Consejero    | Partido | Partido | Periodo                                 | Periodo                                 | Generalitat   | Generalitat | Generalitat                |
| Consejería                             | Consejero                         | Consejero    | Partido | Partido | Inicio                                  | Fin                                     | Gobierno      | Presidente  | Presidente                 |
| -------------------------------------- | --------------------------------- | ------------ | ------- | ------- | --------------------------------------- | --------------------------------------- | ------------- | ----------- | -------------------------- |
| Sanidad y Seguridad Social             | Josep Laporte i Salas             |              | CiU     |         | 8 de mayo de 1980                       | 4 de julio de 1988                      | Pujol I       |             | Jordi Pujol                |
| Sanidad y Seguridad Social             | Josep Laporte i Salas             | Pujol II     | CiU     |         | 8 de mayo de 1980                       | 4 de julio de 1988                      |               |             | Jordi Pujol                |
| Sanidad y Seguridad Social             | Xavier Trias i Vidal de Llobatera |              | CiU     |         | 4 de julio de 1988                      | 11 de enero de 1996                     | Pujol III     |             | Jordi Pujol                |
| Sanidad y Seguridad Social             | Xavier Trias i Vidal de Llobatera | Pujol IV     | CiU     |         | 4 de julio de 1988                      | 11 de enero de 1996                     |               |             | Jordi Pujol                |
| Sanidad y Seguridad Social             | Eduard Rius i Pey                 |              | CiU     |         | 11 de enero de 1996                     | 4 de noviembre de 2002                  | Pujol V       |             | Jordi Pujol                |
| Sanidad y Seguridad Social             | Xavier Pomés i Abella             |              | CiU     |         | 4 de noviembre de 2002                  | 20 de diciembre de 2003                 | Pujol VI      |             | Jordi Pujol                |
| Salud                                  | Marina Geli i Fàbrega             |              | PSC     |         | 20 de diciembre de 2003                 | 29 de diciembre de 2010                 | Maragall      |             | Pasqual Maragall           |
| Salud                                  | Marina Geli i Fàbrega             | Montilla     | PSC     |         | 20 de diciembre de 2003                 | 29 de diciembre de 2010                 | José Montilla |             |                            |
| Salud                                  | Boi Ruiz i Garcia                 |              | CiU     |         | 18 de diciembre de 2010                 | 16 de enero de 2016                     | Mas I         |             | Artur Mas i Gavarró        |
| Salud                                  | Boi Ruiz i Garcia                 | Mas II       | CiU     |         | 18 de diciembre de 2010                 | 16 de enero de 2016                     |               |             | Artur Mas i Gavarró        |
| Salud                                  | Antoni Comín i Oliveres           |              | JxSí    |         | 16 de enero de 2016                     | 28 de octubre de 2017                   | Puigdemont    |             | Carles Puigdemont          |
| Sanidad, Servicios Sociales e Igualdad | Dolors Montserrat                 |              | PP      |         | Aplicación del artículo 155 en Cataluña | Aplicación del artículo 155 en Cataluña | Rajoy II      |             | Soraya Sáenz de Santamaría |
| Salud                                  | Alba Vergés                       |              | ERC     |         | 29 de mayo de 2018                      | 26 de mayo de 2021                      | Torra         |             | Joaquim Torra i Pla        |
| Salud                                  | Alba Vergés                       | Aragonès (e) | ERC     |         | 29 de mayo de 2018                      | 26 de mayo de 2021                      | Pere Aragonès |             |                            |
| Salud                                  | Josep Maria Argimon               |              | JxC     |         | 26 de mayo de 2021                      | 11 de octubre de 2022                   | Pere Aragonès | Aragonès    |                            |
| Salud                                  | Manel Balcells                    |              | ERC     |         | 11 de octubre de 2022                   | 12 de agosto de 2024                    | Pere Aragonès | Aragonès    |                            |
| Salud                                  | Olga Pané Mena                    |              | PSC     |         | 12 de agosto de 2024                    | en el cargo                             | Illa          |             | Salvador Illa              |